# Ingrid Bjerkås
Ingrid Bjerkås (8 de mayo de 1901 – 30 de noviembre de 1980) fue la primera mujer ministra de la Iglesia de Noruega.

## Primeros años
Nació en Kristiania, hija de Olaf Johansen (1874–1958) e Hilda Charlotte Elise Holmsen (1874–1953). Completó su educación secundaria en 1920 y se casó con Søren Alexius Bjerkås (1895–1965) en 1922, convirtiéndose en ama de casa, estableciéndose Bærum. En 1941, durante la ocupación de Noruega por la Alemania nazi escribió dos cartas a Vidkun Quisling, acusándolo de traición y exigiendo que se retirara de la política. El médico nazi Hans Eng insinuó que ella era una psicópata. En 1943 envió una carta similar a Josef Terboven, protestando por la persecución de estudiantes noruegos luego del incendio de la Universidad de Oslo en 1943. Fue arrestada por los nazis y encarcelada en el campo de concentración de Grini desde el 17 de diciembre de 1943 hasta el 31 de enero de 1944, y luego trasladada al hospital de Bærum hasta el 19 de diciembre de 1944.

## Ministerio
Luego de la guerra enseñó en una escuela dominical por algunos años antes de inscribirse en la Universidad de Oslo. Se graduó como Candidata theologiæ en 1958, y dio el examen práctico sobre teología en 1960. Fue ordenada por el obispo de la diócesis de Hamar, Kristian Schjelderup en la iglesia de Vang, Hedmark en marzo de 1961. Su ordenamiento conllevó protestas de miembros y funcionarios de la iglesia. Seis de los nueve obispos del Colegio de Obispos se negaron a aceptarla y declararon que "nos resulta imposible reconciliar el ministerio femenino con el Nuevo Testamento (...). La Palabra prohíbe que las mujeres accedan a las funciones pastorales como de enseñanza, y este principio se justifica en el orden de la Creación y en la propia voluntad del Señor. Por ello estamos obligados por la Palabra de Dios que los principios a los que estamos comprometidos deben ser obedecidos".
Finalmente fue contratada como vicaria en la parroquia Berg og Torsken. Renunció en junio de 1965, al mes de la muerte de su marido. regresó a Bærum, y fue sacerdotisa en el hospital Martina Hansen desde 1966 a 1971. Publicó el libro Mitt kall ("Mi llamada") en 1966. Murió en noviembre de 1980 en Bærum.